# Instytut Rozwoju Wsi i Rolnictwa Polskiej Akademii Nauk
Instytut Rozwoju Wsi i Rolnictwa Polskiej Akademii Nauk (IRWiR PAN) – instytut naukowy Polskiej Akademii Nauk z siedzibą w Warszawie.
Dyrektorem Instytutu jest dr hab. Monika Stanny, prof. IRWiR PAN, zastępcą Dyrektora do spraw ekonomicznych jest dr Anna Rosa, zastępcą Dyrektora do spraw naukowych jest dr hab. Paweł Chmieliński, prof. IRWiR PAN, a przewodniczącym Rady Naukowej prof. dr hab. Henryk Runowski.
Siedziba Instytutu mieści się w Pałacu Staszica przy ul. Nowy Świat 72.

## Instytut
Instytut powstał w 1971 roku, jako element struktury Wydziału I Nauk Społecznych. IRWiR zajmuje się rolnictwem i problematyką wiejską z uwzględnieniem interdyscyplinarnego podejścia do przedmiotu badań. Instytut skupia specjalistów z wielu różnych dyscyplin naukowych: ekonomii, socjologii, demografii, etnografii i geografii. Instytut jest m.in. prekursorem badań nad wielofunkcyjnym rozwojem obszarów wiejskich.
Instytut posiada uprawnienia do nadawania stopnia naukowego doktora oraz doktora habilitowanego w dziedzinie nauk społecznych w dyscyplinie ekonomia i finanse.
W 2022 r. Instytut obchodził jubileusz 50-lecia.

### Logo HR
Instytut posiada logo HR Excellence in Research, przyznawane przez Komisję Europejską, premiując tym samym przestrzeganie w IGR zasad Europejskiej Karty Naukowca i Kodeksu Postępowania przy Rekrutacji Naukowców.

### Struktura
Od 2020 roku Instytut dzieli się na cztery zakłady. Są to:
- Zakład Ekonomii Wsi (kierownik: dr hab. Sławomir Kalinowski, prof. IRWiR PAN)
- Zakład Integracji Europejskiej (kierownik: dr hab. Paweł Chmieliński, prof. IRWiR PAN)
- Zakład Modelowania Ekonomicznego (kierownik: dr hab. Katarzyna Zawalińska(inne języki), prof. IRWiR PAN)
- Zakład Socjologii Wsi (kierownik: prof. dr hab. Maria Halamska)

### Dyrektorzy Instytutu
- dr hab. Monika Stanny, prof. IRWiR PAN (od 2016)
- dr Mirosław Drygas (2013–2016)
- prof. dr hab. Andrzej Rosner (2008–2013)
- prof. dr hab. Marek Kłodziński (1997–2008)
- prof. dr hab. Maria Wieruszewska (1991–1997)
- prof. dr hab. Józef Okuniewski (1986–1991)
- prof. dr hab. Dyzma Gałaj (1971–1985)

### Rada Naukowa
Istotną rolę w wyznaczaniu kierunku działalności Instytutu odgrywa Rada Naukowa. Funkcje jej przewodniczących pełnili:
- prof. dr hab. Henryk Chołaj (1972–1974)
- prof. dr hab. Franciszek Kolbusz (1975–1977)
- prof. dr hab. Jędrzej Lewandowski (1978–1981)
- prof. dr hab. Franciszek Tomczak (1981–1983)
- prof. dr hab. Zbigniew Gertych (1984–1987)
- prof. dr hab. Jerzy Piotrowski (1988–1989)
- prof. dr hab. Jerzy Dietl (1990–1992)
- prof. dr hab. Jędrzej Lewandowski (1993–1995)
- prof. dr hab. Jerzy Wilkin (1996–1998)
- prof. dr hab. Bogdan Klepacki (1999–2002)
- prof. dr hab. Bogdan Klepacki (2003–2006)
- prof. dr hab. Bogdan Klepacki (2007–2010)
- prof. dr hab. Mirosława Drozd-Piasecka (2011–2013)
- prof. dr hab. Bogdan Klepacki (2013–2014)
- prof. dr hab. Henryk Runowski (2015–2018)
- prof. dr hab. Henryk Runowski (od 2019)

## Wydawnictwa
Instytut wydaje:
- kwartalnik Wieś i Rolnictwo[7]
- serię Problemy Rozwoju Wsi i Rolnictwa
- serię Studia i Monografie

## Osoby związane z Instytutem
- prof. dr hab. Mikołaj Kozakiewicz
- prof. dr hab. Maria Halamska
- prof. dr hab. Tadeusz Hunek
- prof. dr hab. Barbara Tryfan
- prof. dr hab. Włodzimierz Mirowski
- prof. dr hab. Mirosław Pietrewicz
- prof. dr hab. Katarzyna Duczkowska-Małysz
- prof. dr hab. Andrzej Stelmachowski
- prof. dr hab. Izabella Rylska
- prof. dr hab. Izasław Frenkel
- prof. dr hab. Franciszek Tomczak
- prof. dr Stefan Ignar
- prof. dr hab. Jerzy Wilkin
- prof. dr hab. Marek Kłodziński
- prof. dr hab. Andrzej Rosner
- dr Barbara Fedyszak-Radziejowska
- dr Ryszard Kamiński